# نسل‌کشی مردمان بومی
نسل‌کشی مردمان بومی (انگلیسی: Genocide of Indigenous peoples)، نسل‌کشی استعماری، یا نسل‌کشی توسط مهاجران، حذف کل جوامع بومی به عنوان بخشی از روند استعمار است. به گفته پاتریک وولف، نسل‌کشی جمعیت بومی به ویژه در موارد استعمار مهاجرنشین محتمل است، با استدلال برخی از محققان استعمار مهاجرنشین ذاتاً نسل‌کشی استدر حالی که برخی دیگر از مورخان استدلال می‌کنند که اصطلاح نسل‌کشی برای استعمار مهاجرنشین قابل استفاده نیست.
در حالی که مفهوم نسل‌کشی توسط رافائل لمکین در اواسط قرن بیستم فرموله شد، گسترش قدرت‌های مختلف استعماری اروپای غربی مانند بریتانیا و امپراتوری اسپانیا و متعاقب آن استقرار مستعمره در سرزمین‌های بومی اغلب شامل اقدامات خشونت‌بار نسل‌کشی علیه گروه‌های بومی در آمریکا، استرالیا، آفریقا، و آسیا بود. به گفته رافائل لمکین، «استعمار به خودی خود ذاتاً نسل‌کشی است.» او این نسل‌کشی را یک فرایند دو مرحله‌ای می‌دانست: اولین مرحله، تخریب شیوهٔ زندگی مردم بومی است. در مرحله دوم، مرحله ای است که تازه‌واردان شیوهٔ زندگی خود را به گروه بومی تحمیل می‌کنند. به گفته دیوید میبوری-لوئیس، اشکال امپراتوری و استعماری نسل‌کشی به دو روش اصلی اجرا می‌شوند، یا از طریق پاکسازی عمدی مناطق از ساکنان اصلی‌شان به منظور قابل بهره‌برداری از مناطق برای اهداف استخراج منابع یا سکونت‌گاه‌های استعماری یا از طریق استخدام مردم بومی به عنوان کارگران اجباری در پروژه‌های استعماری یا امپریالیستی استخراج منابع از این مناطق. نامگذاری رویدادهای خاص به عنوان نسل‌کشی اغلب بحث‌برانگیز است.
برخی از محققان، از جمله رافائل لمکین، استدلال کرده‌اند که نسل‌کشی فرهنگی که گاهی قوم‌کشی نیز خوانده می‌شود، باید به رسمیت شناخته شود. یک گروه مردمی ممکن است به حیات و زندگی خود ادامه دهد، اما اگر ممنوعیت‌های اعمال فرهنگی و مذهبی، اعمالی که اساس هویت گروهی به آن وابسته است را جلوگیری کند و موجب از بین رفتن تداوم هویت گروهی شود، ممکن است این نیز نوعی نسل‌کشی تلقی شود. نمونه‌هایی که می‌توان این نوع نسل‌کشی را در نظر گرفت شامل رفتار با مردم تبتی و اویغورها توسط حکومت چین، رفتار با سرخ‌پوستان ایالات متحده آمریکا توسط شهروندان ایالات و/یا نمایندگان دولت ایالات متحده، و رفتار با اقوام اولیه کانادا توسط دولت کانادا است.

## بحث نسل‌کشی
مفهوم نسل‌کشی در سال ۱۹۴۴ توسط رافائل لمکین مطرح شد:
مفهوم‌های جدید مستلزم اصطلاح‌های جدید است. منظور ما از «نسل‌کشی» نابودی یک ملت یا یک قوم است. genocide یک کلمه جدید است که توسط نویسنده برای نشان دادن یک رویه قدیمی در توسعه مدرن آن ابداع شده‌است، از کلمه یونانی باستان genos (نژاد، قبیله) و کلمه لاتین cide (کشتن) ساخته شده‌است، بنابراین در شکل‌گیری آن با چنین مواردی واژه‌هایی مانند استبداد، قتل، کودک‌کشی و غیره مطابقت دارد. به‌طور کلی، نسل‌کشی لزوماً به معنای نابودی فوری یک ملت نیست، مگر زمانی که با کشتار جمعی همه اعضای یک ملت انجام شود. هدف آن بیشتر نشان دادن برنامه‌ای هماهنگ از اقدام‌های مختلف است که با هدف نابودی پایه‌های اساسی حیات گروه‌های ملی، با هدف نابودی خود گروه‌ها صورت می‌گیرد. اهداف چنین طرحی از هم پاشیدگی نهادهای سیاسی و اجتماعی، فرهنگ، زبان، احساسات ملی، مذهب و موجودیت اقتصادی گروه‌های ملی و از بین بردن امنیت فردی، آزادی، سلامت، کرامت و حتی زندگی افراد متعلق به چنین گروه‌هایی است. نسل‌کشی علیه گروه ملی به‌عنوان یک موجودیت انجام می‌شود و اقدامات مربوط به آن‌ها علیه افراد، نه در مقام فردی آنها، بلکه به عنوان اعضای گروه ملی انجام می‌شود.
پس از جنگ جهانی دوم و هولوکاست، این مفهوم از نسل‌کشی توسط سازمان ملل متحد در سال ۱۹۴۸ پذیرفته شد. برای رافائل لمکین، نسل‌کشی به‌طور کلی تعریف شده بود و شامل همه تلاش‌ها برای از بین بردن یک گروه قومی خاص بود. کاملاً فیزیکی، از طریق کشتارهای دسته جمعی، یا صرفاً فرهنگی یا روانی، از طریق سرکوب (ظلم فرهنگی) و از طریق تخریب شیوه‌های زندگی بومی.
تعریف سازمان ملل که در حقوق بین‌الملل به کار می‌رود، محدودتر از تعریف رافائل لمکین است و همچنین بیان می‌کند که نسل‌کشی این است:
"هر یک از اعمال زیر که با نیت، نسل‌کشی، یک گروه ملی، قومی، نژادی یا مذهبی انجام شده‌است، به این ترتیب:
1. کشتن اعضای گروه
2. ایجاد آسیب جدی جسمی یا روحی به اعضای گروه
3. تعریض عمدی به شرایط زندگی گروهی که به گونه ای محاسبه شده‌است که گروه به‌طور کامل یا جزئی از بین برود.
4. تحمیل اقداماتی با هدف جلوگیری از تولد در داخل گروه
5. انتقال اجباری کودکان گروه به گروهی دیگر.

تعیین اینکه آیا یک رویداد تاریخی باید یک نسل‌کشی تلقی شود یا نه، می‌تواند موضوع بحث علمی باشد. مورخان اغلب از تعاریف گسترده‌تری مانند لمکین استفاده می‌کنند که خشونت استعماری علیه مردم بومی را ذاتاً نسل‌کشی می‌داند. لمکین می‌نویسد: «نسل‌کشی دو مرحله دارد: یکی، تخریب الگوی ملی گروه ستمدیده: دیگری، تحمیل الگوی ملی ستمگر. این تحمیل، به نوبه خود، ممکن است بر جمعیت ستمدیده ای که اجازه ماندن در منطقه را دارند، یا تنها در قلمرو، پس از حذف جمعیت و استعمار منطقه توسط اتباع خود ستمگر اعمال شود.»

## مردمان بومی قاره آمریکا (قبل از ۱۹۴۸)
تخمین زده می‌شود که در طول فتح اولیه استعمارگری اسپانیا در قاره آمریکا، تا هشت میلیون نفر از مردم بومی، عمدتاً از طریق گسترش بیماری‌های آفریقایی-اوراسیا (جهان قدیم) جان خود را از دست دادند.
در میان مهاجمان اروپایی و نوادگان آنها به آمریکا این احساس قوی وجود دارد که آنها مردمی خاص هستند که مأموریت مشیتی به جهان دارند. ادعای استثناگرایی آمریکایی یا تفکر «شهر روی تپه» (عبارت کتاب مقدس برای اورشلیم) ستون توسعه‌طلبی آمریکا از زمان پیدایش آن به عنوان یک کشور بوده‌است. جان وینتروپ بود که برای اولین بار این عبارت را در تعریف شهرک روی تپه در آمریکای شمالی به کار برد. قوم خدا و به عنوان بازسازی روایات کتاب مقدس در مورد خروج و تسخیر، استعمارگران اروپایی «سرزمین موعود» را از طریق خشونتی که توسط الهی علیه صاحبان این سرزمین مورد تأیید قرار گرفته بود، اشغال کردند. پیوریتان‌های نیو انگلند متون کتاب مقدس اسرائیل دربارهٔ فتح کنعان را در مورد خود به کار بردند. در سال ۱۶۸۹، کاتن ماتر از مستعمره‌نشینان خواست «تا علیه عمالیق (در اصل قومی در اسرائیل باستان، در اینجا مردم بومی آمریکا) که این اسرائیل را در بیابان آزار می‌دهد بروند.» چند سال بعد، هربرت گیبس به خاطر «رحمت خدا در از بین بردن دشمنان اسرائیل در کنعان» سپاسگزاری کرد. او از استعمارگران اروپایی به عنوان «اسرائیل» و بومیان آمریکا به عنوان «دشمنان اسرائیل» یاد می‌کرد. لفاظی‌های مشابهی در پیوریتانیسم آمریکایی تا قرن هجدهم ادامه داشت.
داستان عمالیق در کتاب مقدس در طول اعصار بارها برای توجیه نسل‌کشی استفاده شده‌است. به گفته فیلیپ جنکینز، استاد دانشگاه پنسیلوانیا، پیوریتن‌ها زمانی که می‌خواستند از شر قبایل بومی آمریکا خلاص شوند، از این داستان استفاده می‌کردند.
در واقع تشبیهات کتاب مقدس همچنان در لفاظی سیاسی آمریکا تا به امروز نقش دارند. مالکیت سرزمین موعود با عنایت الهی اعطا می‌شود و خشونت علیه بومیان آمریکا نه تنها مورد تأیید الهی و مشروع است، بلکه اجباری نیز هست. یکی از ارکان تفکر «شهر روی تپه» دوقطبی است: خیر و شر، جایی که مهاجمان اروپایی خود را به عنوان قوم برگزیده خدا خوب می‌دانستند و دشمنان خود را شرور می‌دانستند. به همین دلیل است که پیوریتن‌ها بومیان آمریکا را «بی‌رحم، شیاطین» و «شیطان‌پرستان» در بیابانی بی‌خدا و زوزه‌کش مملو از ارواح شیطانی و «جانوران وحشی خطرناک» می‌دیدند. با حرکت مهاجمان اروپایی برای اشغال «سرزمین موعود»، بومیان آمریکا هدف حذف قرار گرفتند. مهاجمان خدا با از بین بردن بیشتر بومیان آمریکا (حدود ۱۸ میلیون نفر) از طریق خشونت «مقدس» در ۴۰ جنگ بومیان سرخپوستان در طول ۱۶۲۲–۱۹۰۰ پس از میلاد، زمین را «پاکسازی» کردند.